# Les Dessous de Melrose Place
 (octobre 2016).
Si vous disposez d'ouvrages ou d'articles de référence ou si vous connaissez des sites web de qualité traitant du thème abordé ici, merci de compléter l'article en donnant les références utiles à sa vérifiabilité et en les liant à la section « Notes et références ».
Pour plus de détails, voir Fiche technique et Distribution.
Les Dessous de Melrose Place (The Unauthorized Melrose Place Story) est un téléfilm américain réalisé par Mark Griffiths, diffusé le 10 octobre 2015 sur Lifetime.

## Synopsis
Le téléfilm relate les coulisses du soap américain à succès Melrose Place, diffusé de 1992 à 1999 sur la chaîne américaine Fox.
L'histoire retrace les dessous du décor de la série éponyme des années 1990, comme le faisait la série documentaire Hollywood Stories. Dans les coulisses, on accompagne pas à pas le parcours et les essais que les comédiens ont accomplis. Le téléfilm révèle également l'arrivée non feutrée de Heather Locklear, conviée par la production pour sauver la série en difficulté. Davantage, on remarque comment les acteurs convergeaient périodiquement pour défendre leur cause autour des scénaristes pour avoir plus de texte et davantage de scènes à l’écran, désirant distancer leurs camarades et devenir les privilégiés des fans.
Cette incursion sur les secrets de Melrose Place illustre le côté sombre et le bon côté de ce grand feuilleton populaire du début des années 1990, autrement dit ce que l'on n'a pas pu voir de la vie des acteurs dans les coulisses. On notera par ailleurs les ressemblances et les différences entre les acteurs de la série et les acteurs les incarnant dans ce téléfilm.

## Fiche technique
Sauf indication contraire, les informations mentionnées dans cette section peuvent être confirmées par la base de données cinématographiques IMDb,  présente dans la section « Liens externes ».
- Titre original : The Unauthorized Melrose Place Story
- Titre français : Les Dessous de Melrose Place
- Réalisation : Mark Griffiths
- Pays de production :  États-Unis
- Langue originale : anglais
- Format : couleur
- Genre : biographie
- Durée : 86 minutes
- Dates de diffusion :
  - États-Unis : 10 octobre 2015 sur Lifetime
  - France : 14 avril 2017 sur TF1

## Distribution
- Dan Castellaneta (VF : Pierre Laurent) : Aaron Spelling
- Adam Korson (VF : Thierry Kazazian) : Darren Star
- Ciara Hanna (VF : Karine Foviau) : Heather Locklear
- Rebecca Dalton (VF : Caroline Sahuquet) : Courtney Thorne-Smith
- Ryan Bruce (VF : Benjamin Pascal) : Grant Show
- Ali Cobrin (VF : Olivia Luccioni) : Daphne Zuniga
- Teagan Vincze : Marcia Cross
- Brandon Barash (VF : Jean Rieffel) : Thomas Calabro
- Karissa Tynes : Vanessa A. Williams
- Chelsea Hobbs (VF : Adeline Moreau) : Laura Leighton
- Brendan Beiser (VF : Éric Legrand) : Frank South
- Peter Benson (VF : Tanguy Goasdoué) : Chuck Pratt
- Jess Brown (VF : Elsa Davoine) : la serveuse
- Joseph John Coleman (VF : Rémi Caillebot) : Doug Savant
- Lini Evans (VF : Colette Marie) : Candy Spelling
- Guy Fauchon (VF : Sébastien Ossard) : le journaliste
- Angela Galanopoulos (VF : Josy Bernard) : Susan Edelman
- Chloé McClay (VF : Anne Tilloy) : Josie Bissett
- Lanie McAuley (VF : Elsa Davoine) : Amy Locane
- France Perras (VF : Colette Marie) : la directrice
- Abby Ross (VF : Camille Donda) : Tori Spelling
- Nelson Wong (VF : Erwan Tostain) : le premier assistant